# Cal (Unix)
cal – polecenie służące do wyświetlania kalendarza.
Argumentami polecenia mogą być wskazania miesiąca i roku, na który ma być wyświetlony kalendarz.

## Przykłady użycia
```
 # 
kalendarz na aktualny miesiąc

 $ 
cal

       luty 2007
 po wt śr cz pi so ni
           1  2  3  4
  5  6  7  8  9 10 11
 12 13 14 15 16 17 18
 19 20 21 22 23 24 25
 26 27 28
```

```
 # 
kalendarz na rok 1999

 $ 
cal 1999

 
                                1999
 
        styczeń                 luty                  marzec
 po wt śr cz pi so ni   po wt śr cz pi so ni   po wt śr cz pi so ni
              1  2  3    1  2  3  4  5  6  7    1  2  3  4  5  6  7
  4  5  6  7  8  9 10    8  9 10 11 12 13 14    8  9 10 11 12 13 14
 11 12 13 14 15 16 17   15 16 17 18 19 20 21   15 16 17 18 19 20 21
 18 19 20 21 22 23 24   22 23 24 25 26 27 28   22 23 24 25 26 27 28
 25 26 27 28 29 30 31                          29 30 31
 
       kwiecień                  maj                 czerwiec
 po wt śr cz pi so ni   po wt śr cz pi so ni   po wt śr cz pi so ni
           1  2  3  4                   1  2       1  2  3  4  5  6
  5  6  7  8  9 10 11    3  4  5  6  7  8  9    7  8  9 10 11 12 13
 12 13 14 15 16 17 18   10 11 12 13 14 15 16   14 15 16 17 18 19 20
 19 20 21 22 23 24 25   17 18 19 20 21 22 23   21 22 23 24 25 26 27
 26 27 28 29 30         24 25 26 27 28 29 30   28 29 30
                        31
        lipiec                sierpień               wrzesień
 po wt śr cz pi so ni   po wt śr cz pi so ni   po wt śr cz pi so ni
           1  2  3  4                      1          1  2  3  4  5
  5  6  7  8  9 10 11    2  3  4  5  6  7  8    6  7  8  9 10 11 12
 12 13 14 15 16 17 18    9 10 11 12 13 14 15   13 14 15 16 17 18 19
 19 20 21 22 23 24 25   16 17 18 19 20 21 22   20 21 22 23 24 25 26
 26 27 28 29 30 31      23 24 25 26 27 28 29   27 28 29 30
                        30 31
      październik             listopad               grudzień
 po wt śr cz pi so ni   po wt śr cz pi so ni   po wt śr cz pi so ni
              1  2  3    1  2  3  4  5  6  7          1  2  3  4  5
  4  5  6  7  8  9 10    8  9 10 11 12 13 14    6  7  8  9 10 11 12
 11 12 13 14 15 16 17   15 16 17 18 19 20 21   13 14 15 16 17 18 19
 18 19 20 21 22 23 24   22 23 24 25 26 27 28   20 21 22 23 24 25 26
 25 26 27 28 29 30 31   29 30                  27 28 29 30 31
```

```
 # 
kalendarz na grudzień 2005

 $ 
cal 12 2005

     grudzień 2005
 po wt śr cz pi so ni
           1  2  3  4
  5  6  7  8  9 10 11
 12 13 14 15 16 17 18
 19 20 21 22 23 24 25
 26 27 28 29 30 31
```